# ただいま!テレビ
『ただいま!テレビ』は、2019年7月1日からテレビ静岡で生放送されている平日午後の生活情報バラエティ番組・報道番組（夕方ワイド番組）。

## 概要
2019年6月14日に終了した情報番組『てっぺん!』と、6月28日に終了したローカル報道番組『Live News it!』を統合し、同年7月1日に放送を開始。
長年ニュースキャスターを務めていた菰田玲子（現・テレビ静岡社員）が6年ぶりに番組MCに復帰し、金曜日のコメンテーターには、かつて『笑っていいとも!』や『2時のホント』などに出演していたピーコが起用された（2022年3月まで出演）。また、『てっぺん!』の司会を務めていた高橋正純は、情報キャスターの役割で出演を継続する（番組開始時点）。
番組コンセプトは、シェアしたくなる「話題のタネ」をいち早く、しかも余すことなく伝える。最新のニュースや気象情報の他、静岡県内の注目スポットやグルメ情報、生活情報なども番組内で伝える。
また、本放送開始に先立ち、6月24日 - 6月28日（月曜日 - 金曜日）の16:45 - 16:50に、事前PR番組『ただいま!テレビ準備中』が放送された。
2023年3月31日をもって、番組開始から出演していた番組MCの菰田玲子と、空じぃこと鈴木敏弘が卒業した。
2023年4月3日から、前座番組として放送されていた『Live News イット! 第1部』を打ち切り、放送開始時間が16:40に変更された。MCの高橋正純に加えて、アシスタントMCとして室伏真璃（テレビ静岡アナウンサー）がニュースキャスターから昇格。コーナーも一部一新し、番組史上初のレギュラー生中継企画も開始された。
2023年9月18日の放送で番組内の改編により、『情報ワイド てっぺん静岡』時代からMCを務めてきた高橋正純が同年9月29日の放送をもって番組を卒業することが番組内で発表された。同日、テレビ静岡のホームページ上で、10月2日から番組が大幅にリニューアルされることが明らかとなった。番組開始時から使用してきたタイトルロゴを一新し放送内容の大半を報道中心の内容に変更（これに伴い、大半のコーナーが終了）。またスマートフォンのコミュケーションアプリ「LINE」を使った視聴者参加アンケートも実施。新キャッチコピーは「テレビで話そう、あなたのギモン」。新総合司会（MC）に『Live News it!（静岡ローカルパート）』以来となる蓮見直樹（月曜 - 木曜）と本谷育美（金曜）がMCを担当するほか引き続きアシスタントMCに室伏真璃（月曜 - 木曜）、弦間彩華（金曜）が担当。コメンテーターには元フジテレビアナウンサーの笠井信輔、バービー（フォーリンラブ）、小島よしおなど多彩なコメンテーターを起用。なお、『Live News イット! 第1部』のネットを再開するため、放送時間は2023年3月までの16:50 - 19:00までの放送に戻ったが『Live News イット! 第2部』の冒頭部分（16:50 - 17:12）のネット受けは廃止された。なお、2023年9月29日まで『Live News イット! 第3部』内で放送されていたコーナー『まるっと!→news まるっと!』（2020年10月改編から本番組のコーナー扱いで放送、18:45.30 - 18:55）の後継コーナー『取材 center 24』（現在は『All news6』。18:48.30 - 18:55）はネットされていない。
2025年（令和7年）7月7日、番組開始から7年目を記念して番組をリニューアル。番組タイトルロゴの変更やスタジオセットのリニューアル、MC（メインキャスター）にあたるアナウンサーの入れ替えが行われ、松下翔太郎・本谷育美が月 - 木曜、蓮見直樹・大森万梨乃が金曜のMCを担当する（弦間彩華・室伏真璃は中継及びニュースキャスターを担当）、また1年半ぶりに中継コーナーが復活した。

## 放送時間
| 期間      | 期間      | 放送時間 (JST)         |
| 期間      | 期間      | 月曜日 - 金曜日        |
| --------- | --------- | ---------------------- |
| 2019.7.1  | 2020.9.25 | 16:45 - 19:00（135分） |
| 2020.9.28 | 2022.4.1  | 16:50 - 19:00（130分） |
| 2022.4.4  | 2022.9.30 | 15:43 - 19:00（197分） |
| 2022.10.3 | 2023.3.31 | 16:50 - 19:00（130分） |
| 2023.4.3  | 2023.9.29 | 16:40 - 19:00（140分） |
| 2023.10.2 | 現在      | 16:50 - 19:00（130分） |

- お盆[13]や年末年始期間は、番組休止となる。
- 放送時間の短縮についてはフジテレビと同様に短縮されるため、放送時間の縮小については「Live News イット!#重大ニュース・特番放送時の対応」（平日版）を参照すること。

### 特別編成による番組の短縮・休止
前述した2つの事例以外で番組の短縮及び休止があった場合のみ記載。
- 2020年4月27日から5月8日までは、新型コロナウイルス感染症感染拡大に伴い、フジテレビにて『Live News イット!』が拡大放送されていたため、一部コーナーを休止し本番組は短縮放送となった。
- 2020年9月28日から『Live News イット!』がフジテレビにおいて15:45開始となり、テレビ静岡でも新たに立ち上がる16時台（15:45 - 16:50）を単独番組扱いでネット受けするのに伴い、同日以降本番組は16:50開始となった。
- 2022年4月4日から『Live News イット!』を内包した形で放送時間を15:43 - 19:00へ拡大。また、17時台パートの開始時間が16:49.15に開始に変更された。
- 2022年10月3日から放送時間を再度16:50 - 19:00へ縮小。また『Live News イット!』を16:50から17:12:30までネットするため、ローカルパートの放送時間が縮小された。
- 2024年6月17日から番組表などでは従来のまま16:50開始となっているが16:49.15開始に繰り上げ[14]。
- 2024年8月1日・2日は『2024年パリオリンピック』中継のため、番組は全編休止、8月2日のみ『イット! 短縮版』（15:45 - 17:45）を放送。
- 2024年8月8日は番組開始直前の16:42頃に宮崎県日向灘で発生した「日向灘地震 (2024年)」（南海トラフを含む巨大地震注意情報も発表）が発生し、そのまま『Live News イット!』（FNN報道特別番組）に差し替えられたため、は急遽全編放送取り止めとなった。

### フジテレビ不適切接待疑惑問題
- 男性タレント（当時）と本番組制作局のキー局であるフジテレビ、および親会社のフジ・メディア・ホールディングスによる問題により放送を休止・時間変更した事例は以下の通り。
  - 2025年1月27日…制作局のキー局であるフジテレビの不祥事を受け、臨時取締役会の会見模様を15:45から『Live News イット!』内で放送し、放送開始時刻の16:50を過ぎても会見模様の中継を続け、ローカルパートは17:40頃〜17:48と18:09〜18:20頃と18:41頃〜18:45頃に放送し、18:48頃にフジテレビの会見に飛び乗り、それ以降はローカルパートは一切放送されなかった[15]、また提供クレジットが表示されずCMの一部がACジャパンのCMに差し替えられた。
  - 2025年3月31日…通常通り放送予定であったがフジテレビ及びフジ・メディア・ホールディングスによる第三者委員会調査結果報告番組『FNN緊急特報 第三者委員会が調査報告 フジテレビ会見』（16:50 - 21:00）が編成されたため番組休止[16]。
  - 2025年4月1日…前日行われた「第三者委員会」の模様を伝えるため、予定していた内容を変更した上で16:50 - 17:12.30まで『Live News イット! 第2部』の冒頭部分を臨時ネットし、ローカルパートは17:12.30から開始した。

## 出演者
2025年7月7日現在（出演者の都合によって変更となる場合がある）

### 男性MC
- 松下翔太郎（テレビ静岡アナウンサー）（月曜 - 木曜
- 蓮見直樹（テレビ静岡アナウンサー）（金曜）

### 女性MC
- 本谷育美[17][18]（テレビ静岡アナウンサー）（月曜 - 木曜）
- 大森万梨乃（テレビ静岡アナウンサー）（金曜）

### 中継リポーター（まいにち中継）
- 光田有志（テレビ静岡アナウンサー）
- 室伏真璃（テレビ静岡アナウンサー）
- 弦間彩華（テレビ静岡アナウンサー）

### リポーター
- 大森万梨乃・にむらあつと（ダムダムおじさん） - 18時台特集「リサーチ部」
- おかずクラブ（オカリナ・ゆいP、お笑いコンビ、副島淳（2024年6月 - ）、もう中学生（2024年12月 - ） - しずおか裏表さんぽ

### 天気コーナー
- 小塚恵理子（ウェザーマップ）
  - 番組内のニックネーム「こづっち」

### ニュースキャスター
- 松下翔太郎
- 永井俊樹
- 小松建太
- 大森万梨乃
- 小倉彩瑛
- 弦間彩華
- 熊崎結萌
- 光田有志

いずれもテレビ静岡アナウンサー

### コーナーレギュラー
表記の記載がない人物はテレビ静岡アナウンサー
火曜日「教えてプライス」
- 弦間彩華

不定期「かつお探検隊」
- いけや賢二（元犬の心〈2020年6月解散〉）

最終週金曜日「いろいろイイモノしずおか」
- 小松建太

### コメンテーター
月曜日 木村好珠
火曜日 西原茂樹（政治家）
水曜日 菊地幸夫（弁護士）
木曜日 鎌田靖（元NHK解説委員室）・小島よしお（お笑い芸人）
不定期 天達武史・バービー（お笑い芸人）

### 過去の出演者
MC
- 菰田玲子（テレビ静岡元アナウンサー、番組開始から2023年3月31日）

- 高橋正純（ズミさん）[19]（番組開始から2023年9月29日）

- 北村花絵（テレビ静岡アナウンサー、金曜MC、2024年2月2日 - 2025年7月4日）※産休期間中の本谷育美の代理としてMCを担当。番組リニューアルのため降板。

天気コーナー
- 片山美紀（気象予報士、番組開始から2020年3月27日）
  - 番組内のニックネーム「ミキティ」
  - 現在はNHK総合・東京の『首都圏ネットワーク』（関東地方のみ放送）に出演。
- 鈴木敏弘[20]（テレビ静岡アナウンサー→フリーアナウンサー、番組開始から2023年3月31日まで）
  - 番組内のニックネーム「空じぃ」

リポーター・コメンテーター
- ピーコ[21]（金曜→水曜 2022年3月まで）
- 高橋真麻（フリーアナウンサー、2022年4月 - 9月）

### コメンテーター
- 笠井信輔[22]（元フジテレビアナウンサー、月曜コメンテーター、2023年10月 - 2025年1月）
- 春香クリスティーン（2023年4月7日 - 2025年7月4日[23][24]）

### ゲスト
- 鄭大世（2020年2月19日）
- 間寛平（2020年12月17日）
- キャシー中島（2021年5月14日） -  キルトフェスティバルin静岡の宣伝・リモート出演。
- 大林素子（2022年3月11日）
- 百田夏菜子 （ももいろクローバーZ、2022年7月11日[25]）- 『僕の大好きな妻!』（東海テレビ・フジテレビ）の宣伝出演、VTRのみ出演。
- ジミー大西（2022年7月21日） - 静岡伊勢丹で行われたジミー大西 画業30年記念作品展「POP OUT」のイベント宣伝。

## 番組コーナー
- フジテレビから放送（インサート扱い、このコーナーのみリアルタイム字幕対応）
  - Live News イット! 第3部（17:48 - 18:09）
- テレビ静岡ニュース
  - 5時ニュース
  - キシャトピ
- ただいま天気
- リサーチ部（18時台）
- しずおか裏表さんぽ（18時台）
- しらべてみたら[26]（17時台、フジテレビから遅れネット）
- オシエテ!
  - 教えてプライス（火曜日）
- ゆうスポ（金曜日）
- どうぶつのカンパネラ（不定期金曜日）
- いろいろイイモノしずおか（最終週金曜日）
- かつお探検隊（不定期）
- ただいまプラス
- プレゼントクイズ（双方向放送）

## 過去のコーナー
- ただいま!アニメ（番組開始 - 2019年8月末）
  - 8月末までは『トムとジェリー テイルズ』を放送していた[27][28]。
- アレコレト!（番組開始 - 2020年9月25日）
  - フジテレビから時差ネット[29]
- エンタ!（2023年4月3日 - 9月29日）
  - フジテレビから時差ネット
- キャッチ!（番組開始 - 2020年9月25日）
  - 16:45頃 - 16:49頃にニュースを放送していた。※重大ニュースで本番組が16:50（17:12）開始となる場合は休止。
- ぐぐっとスコープ（番組開始 - 2020年9月25日）
- まとめウォッチ（番組開始 - 2020年9月25日）
  - 18:50頃に今日あったニュースを伝える。
- しずおかヒト・モノ・コト→ピーコのしずおかヒト・モノ・コト（番組開始 - 2022年3月23日）
- ワクトク生活（番組開始 - 2022年9月29日）
- GTube（2021年4月 - 2022年2月9日[30]）
- 高橋真麻のカラフル大調査（2022年4月6日[31] - 2022年9月21日[32]）
- It'sメシ（2022年10月4日[33] - 2023年3月28日[34]
- 節約家計家族（2022年10月13日[35] - 2023年1月19日[36]）
- ただいま!クイズ（2021年2月 - 2023年3月31日）
- ズミ☆どこ（番組開始 - 2022年3月）
- ズミ☆鼓判（2022年4月 - 2023年3月）
- 街道ウォーカー（2022年10月3日[37] - 2023年9月25日）
- ご当地自慢ビンゴで生中継（2023年4月4日 - 2023年9月26日）
- セールdeレシピ＋（番組開始 - 2023年9月26日）
- ただいま日和→おかずクラブのただいま日和（番組開始→2023年9月27日）※現在の「裏表さんぽ」の前身
- 新米記者ニムラのしらべます!（2023年4月7日 - 2023年9月29日）
- エンタ!（フジテレビ「Live News イット!」内のコーナー、2023年4月3日 - 2023年9月29日）
- Flash UP!（フジテレビ「Live News イット!」内の芸能ニュースコーナー。放送当日分を時差ネット、2023年10月2日 - 2024年3月29日）
- まるっと!（フジテレビ「Live News イット!」内のコーナー、2020年9月28日 - 2023年9月29日）[38]
- HOT6GOGO
  - 1981年 - 2011年3月まで18:55 - 19:00に放送していたミニ番組をテレビ静岡開局55周年を記念して復活。オススメ番組や今伝えたい人、HOTな情報を紹介するコーナー[39]2024年9月頃で『HOT6GOGO』は終了したが、現在でも正式なコーナー名はないがこのコーナーを踏襲した内容が番組のエンディングで続いている（HOT6GOGOクイズはプレゼントクイズに変更｝。
- 旅乃音（金曜、2022年10月 - 2025年3月21日）

### 放送されなかったコーナー
- 静岡35市町 お天気キャラバン中継（2023年7月開始の予定だった）[40]

## テーマ曲
- 川口カズヒロ「キミとの日常」